# Dolly Parton's Greatest Hits
Dolly Parton's Greatest Hits är ett samlingsalbum av Dolly Parton, släppt i oktober 1982. Fokus låg främst på hennes pophits från det sena 1970-talet. Den ursprungliga låtlistan ändrades ett år senare, så att även "Islands in the Stream", Dolly Partons duetthit med Kenny Rogers, fanns med. Albumet har senare även återutgivits med förkortade låtlistor.

## Låtlista

### Ursprunglig låtlista 1982
1. 9 to 5
2. But You Know I Love You
3. Me and Little Andy
4. Here You Come Again
5. Two Doors Down
6. It's All Wrong, But It's All Right
7. Applejack
8. Hard Candy Christmas
9. Heartbreak Express
10. Old Flames Can't Hold a Candle to You
11. Do I Ever Cross Your Mind
12. I Will Always Love You

### 1983 års återutgåva
1. "9 to 5"
2. "But You Know I Love You"
3. "Here You Come Again"
4. "Two Doors Down"
5. "It's All Wrong, But It's All Right"
6. "Islands in the Stream" (med Kenny Rogers)
7. "Old Flames Can't Hold a Candle to You"
8. "Do I Ever Cross Your Mind"
9. "I Will Always Love You"

Albumet återlanserades i slutet av 1980-talet, då utan "Applejack", "Heartbreak Express", "Me and Little Andy", och "Hard Candy Christmas"